# Světlana Dudková
Světlana (Světla) Dudková (* 26. května 1954 Nymburk) je šperkařka a sochařka.

## Život
Světlana Dudková v letech 1969-1973 absolvovala Uměleckoprůmyslovou školu sklářskou v Železném brodu a poté v letech 1973-1979 studovala na Vysoké škole uměleckoprůmyslové v Praze v ateliéru šperku, glyptiky a skla v architektuře prof. Josefa Soukupa.
Zúčastnila se sympozií Šperk a drahokam v Turnově (1986, 1989) a symposia Český granát Turnov (1998).

## Dílo
Světlana Dudková ve své volné tvorbě pracuje téměř výhradně se zlatem a stříbrem, které kombinuje s nejrůznějšími polodrahokamy, perlami, perletí, kůží, oblázky a jinými materiály. Při tvorbě šperků užívá techniku montování, odlévání nebo kování. Nechává se inspirovat přírodními tvary kamenů, např. vltavínů. Jejím šperkům nechybí hravost a vtip a vnáší do nich kinetické prvky, které umožňují tvarové proměny dle nálady nositelky. Experimentuje s technikou a vytváří sestavy s pohyblivými díly spojenými klouby nebo vkládá pohyblivé prvky do závěsu náhrdelníku.

### Zastoupení ve sbírkách
- Uměleckoprůmyslové museum v Praze
- Moravská galerie v Brně[7]
- Muzeum Českého ráje Turnov

### Výstavy

#### Autorské
- 1982 Alena Čechová, Světla Dudková: Šperk; Eva Jandíková: Tapiserie, Městské muzeum, Chotěboř
- 1984 Městské muzeum Čáslav
- 1984 Alena Čechová, Světla Dudková, Eva Jandíková, Galerie ÚMCH (Makráč)
- 1988 Galerie Karolina, Praha
- 1991 Alina Jašková, Světla Dudková, Monika Hobzíková, Alena Čechová, Galerie Karolina, Praha
- 1994 Galerie Ve věži, Mělník (s A. Čechovou, E. Jandíkovou)
- 1994 Světlana Dudková: šperk, Monika Hobzíková, Alena Čechová, Alina Jašková: tapiserie, krajka, textilní miniatury, Galerie v baště, Prostějov
- 2006 Šperk a tapiserie Světly Dudkové a A. L. Čechové, Galerie V, Poděbrady

#### Kolektivní (výběr)
- 1981 Soudobý český šperk, GVU Cheb
- 1981 Drahé kameny ČSSR, Národní muzeum v Praze, Bratislava
- 1982 Drahé kameny ČSSR, Idar Oberstein, Drážďany, Varšava, Vídeň
- 1982 III. kvadrienále užitého umění, Erfurt
- 1983 Český šperk 1963-1983, Středočeské muzeum, Roztoky
- 1986 Oděv a doplňky, Galerie Na Můstku, Praha
- 1987 Oděv a doplňky, Galerie Na Můstku, Praha
- 1987 Užité umění výtvarných umělců do 35 let, Mánes, Praha
- 1989 Salon užitého umění pražských výtvarných umělců, Výstaviště Praha
- 1989 Jozef Soukup a jeho žáci, Galerie Václava Špály, Praha
- 1990 Kov a šperk: Oborová výstava, Galerie Václava Špály, Praha
- 1991 Užité umění a umělecká řemesla, Obecní dům Praha
- 1992 Šperk a drahokam, Moravská galerie v Brně
- 1993 Tvůrčí řemeslo, Kulturní dům, Praha
- 1993 Kov - šperk 1993, Dům umění města Brna

### Katalogy

#### Autorské
- František Dudek: Světla Dudková: Šperky z let 1998 - 2005, 2006
- František Dudek: 	Světla Dudková (Katalog autorských šperků), 2011

#### Kolektivní
- Věra Vokáčová, Český šperk 1963-1983, Středočeské muzeum, Roztoky 1983
- Šperk a tapiserie. Alena Čechová - šperk, Eva Jandíková - tapiserie, Světla Dudková - šperk, Čáslav 1984
- Sylva Petrová, Užité umění výtvarných umělců do 35 let, SČVU 1987
- Antonín Langhamer, Jozef Soukup a jeho žáci, SČVU 1989
- Věra Vokáčová, Kov a šperk: Oborová výstava, Unie výtvarných umělců České republiky 1990
- Miroslav Cogan, Šperk a drahokam, Brno 1992
- Alena Křížová, Kov - šperk 1993
- Miroslav Cogan, Deset dní - deset let (katalog sympozií Turnov), 1998

### Články
- Eliška Schránilová, Umělecký šperk v galeriích Díla/ČFVU, Panorama 1, 1983, s. 10-12
- Eliška Schránilová, Šperky Světlany Dudkové, Umění a řemesla 3, 1988, s. 5
- František Dudek: Světla Dudková tvoří pro radost, Umění a řemesla 2, 1994, s. 23-25

### Souborné publikace
- Alena Křížová, Proměny českého šperku na konci 20. století, Academia, Praha 2002, ISBN 80-200-0920-5
- Marcela Franková, Pohyb, bakalářská práce, PedF UP Olomouc 2010 on line
- Olga Orságová, Český granátový šperk ve 20. století, diplomová práce, KDU, FF UP Olomouc 2011 on line